# Southampton F.C.
Southampton Football Club er en engelsk fodboldklub fra Southampton i Sydengland, der spiller i landets anden bedste række i England, Championship. 
I 2005 rykkede klubben ud af Premier League efter 27 år. Southampton kom dog tilbage til den bedste engelske rækker i sæsonen 2012/2013. En enkelt gang (i 1976) har klubben vundet FA Cuppen, men den har tre gange yderligere været i finalen. Southampton har udover FA-Cuppen også vundet Sky Bet League 1 (1), Den engelske Vanspokal (1).
Southampton FC kom i sæsonen 2013/2014 under ledelse af den argentinske manager Mauricio Pochettino, som overraskede alle og endte med "Saints" på en 8-plads efter store klubber som: Chelsea, Arsenal, Liverpool, Manchester City, Manchester United, Tottenham og Everton.
Før Premier League-sæsonen 2014/2015 ansatte Southampton ny manager. Nemlig den hollandske Feyenoord-manager Ronald Koeman. Koeman hentede store navne ind til den nye sæson, som: Fraser Forster, Sadio Mané, Dusan Tadíc og Graziano Pelle.
Ronald Koeman og Southampton FC opnåede i Premier League 2014/2015 en 7-plads, som efter Arsenal-sejren i FA-Cup finalen sendte "The Saints" i kvalifikationen til Europa League 15/16.
Southampton opnåede i sæsonen 2015/2016 den hidtidige bedste placering i Barclays Premier League med en 6 plads, og kvalificerede sig dermed direkte til næste sæsons Europa League.
Sommeren 2016 blev endnu en sommer, hvor Saints solgte ud af profilerne. Sadio Mané, Victor Wanyama og manager Ronald Koeman forlod klubben på den engelske sydkyst, og Koeman blev erstattet af den erfarne franske manager Claude Puel fra franske Nice.
Southamptons rivaler er naboklubberne: Portsmouth, Brighton, Bournemouth og Plymouth.
Specielt fremtrædende spillere i historien har været Peter Osgood, Mark Hughes og Matthew Le Tissier

## Nuværende spillertrup
Oversigten er opdateret til og med 7. april 2025.
| Nr. | Land     | Position | Spiller                  |
| --- | -------- | -------- | ------------------------ |
| 1   | England  | MM       | Alex McCarthy            |
| 2   | England  | FO       | Kyle Walker-Peters       |
| 3   | Irland   | FO       | Ryan Manning             |
| 4   | England  | MI       | Flynn Downes             |
| 5   | England  | FO       | Jack Stephens            |
| 6   | England  | FO       | Taylor Harwood-Bellis    |
| 7   | Nigeria  | MI       | Joe Aribo                |
| 8   | Irland   | MI       | Will Smallbone (Anfører) |
| 10  | England  | MI       | Adam Lallana             |
| 11  | Skotland | AN       | Ross Stewart             |
| 13  | England  | MM       | Joe Lumley               |
| 14  | England  | FO       | James Bree               |
| 15  | England  | FO       | Nathan Wood              |
| 16  | Japan    | FO       | Yukinari Sugawara        |

| Nr. | Land      | Position | Spiller             |
| --- | --------- | -------- | ------------------- |
| 18  | Portugal  | MI       | Mateus Fernandes    |
| 19  | England   | AN       | Cameron Archer      |
| 20  | Ghana     | AN       | Kamaldeen Sulemana  |
| 21  | England   | FO       | Charlie Taylor      |
| 24  | Skotland  | AN       | Ryan Fraser         |
| 26  | Frankrig  | MI       | Lesley Ugochukwu    |
| 28  | Spanien   | FO       | Juan Larios         |
| 29  | Danmark   | MI       | Albert Grønbaek     |
| 30  | England   | MM       | Aaron Ramsdale      |
| 32  | Nigeria   | AN       | Paul Onuachu        |
| 33  | England   | AN       | Tyler Dibling       |
| 34  | Brasilien | FO       | Welington           |
| 35  | Polen     | FO       | Jan Bednarek        |
| 37  | Tyskland  | FO       | Armel Bella-Kotchap |
| 39  | Frankrig  | FO       | Joachim Kayi Sanda  |

### Udlejet
| Nr. | Land       | Position | Spiller                                   |
| --- | ---------- | -------- | ----------------------------------------- |
| 38  | England    | FO       | Dynel Simeu (Udlånt til Carlisle United)  |
| 46  | Australien | MI       | Caleb Watts (Udlånt til Crawley Town)     |
| 51  | England    | MM       | Jack Bycroft (Udlånt til Dorchester Town) |
| 54  | England    | MM       | Matthew Hall (Udlånt til Melksham Town)   |
| —   | England    | FO       | Kayne Ramsay (Udlånt til Ross County)     |

| Nr. | Land    | Position | Spiller                                   |
| --- | ------- | -------- | ----------------------------------------- |
| —   | Spanien | FO       | Jeremi Rodriguez (Udlånt til Burgos)      |
| —   | England | FO       | Jake Vokins (Udlånt til Ross County)      |
| —   | Irland  | MI       | Will Ferry (Udlånt til Crawley Town)      |
| —   | England | AN       | Dan Nlundulu (Udlånt til Cheltenham Town) |

## Southamptons Ungdomsakademi
Southampton FC har altid været kendt for de fantastiske ungdoms faciliteter. På Staplewood "producerer" Saints hvert år helt nye kæmpe talenter til holdet. Ungdommen er styret af de mest professionelle trænere, og sammen med manager Ronald Koeman skriver de kontrakter med de mest talentfulde af dem.
Gennem årene har ungdomsakademiet Staplewood produceret disse store nuværende professionelle navne:
- Gareth Bale
- Theo Walcott
- Alex Oxlade-Chamberlin
- Adam Lallana
- Luke Shaw
- Callum Chambers
- Tim Sparv
- James Ward-Prowse

## Rekorder
- Højeste Liga-Placering: Premier League, Nr. 2, 1984
- Laveste Liga-Placering: 3 Division Syd, Nr. 14, 1956
- Højeste Tilskuertal: 32,363 (mod Coventry, Sky Bet Championship, 28. April 2012)
- Laveste Tilskuertal: 1875 (mod Port Vale, Sky Bet Championship, 30 Juni 1936)
- Største Sejr: 8-0 mod Northampton, 24 december 1921
- Største Nederlag: 8-0 mod Everton, 20 november 1971
- Kamp med flest mål: 9-3 mod Wolves, 18 september 1965
- Flest Ligakampe For Klubben: Terry Paine - 713
- Flest Ligamål For Klubben: Mick Channon - 185
- Yngste Spiller I Kamp: Theo Walcott mod Wolves (16 år 143 dage)
- Ældste Spiller I Kamp: Dennis Wise mod Leeds (38 år 339 dage)
- Hurtigste Mål: 12 Sekunder - James Beattie
- Flest Mål I En Kamp: 7 - Albert Brown mod Northampton 1901
- Dyreste Køb: Tino Livramento fra Chelsea for omkring 195 millioner kroner
- Dyreste Salg: Virgil Van Dijk til Liverpool for omkring 630 millioner kroner